# Discovery One
Космический корабль Соединенных Штатов Дискавери Один (англ. U.S.S. Discovery One) — вымышленный межпланетный космический корабль из серии романов Артура Кларка «Космическая одиссея», а также снятых по ним фильмов Космическая одиссея 2001 года и 2010: год вступления в контакт.

## Название
Discovery One был назван в честь королевского научно-исследовательского судна RRS Discovery Роберт Скотта, спущенного на воду в 1901 году. Артур Кларк побывал на этом судне, когда оно было пришвартовано в Лондоне возле офиса, где он работал.

## Описание

### Концепция
Основная идея конфигурации космического корабля в виде гантели первоначально была предложена Артуром Кларком как способ разделения жилого модуля и ядерного реактора, расположенного рядом с двигателем. Discovery One состоит из большой сферы размещенной в носовой части, длинного сегментированного «позвоночника» с антеннами связи и матрицей шестиугольных сопел выхлопной системы на кормовой оконечности корабля.

### Карусель
Экваториальная область сферы содержит медленно вращающуюся «карусель» диаметром 11 метров. При её вращении со скоростью немногим быстрее пяти оборотов в минуту, внутренние центрифуги создают искусственное притяжение, равное уровню гравитации на поверхности Луны. Согласно Кларку и Кубрику, этого уровня достаточно для предотвращения физической атрофии в условиях невесомости. В «карусели» содержатся кухня, столовая, душевая кабинка и туалет. Около неё находятся пять небольших ячеек, содержащие имущество астронавтов. При необходимости вращение «карусели» может быть остановлено. При этом момент импульса сохраняется в маховиках и переключается обратно при возобновлении вращения.

### Двигатель
Discovery One оснащен газофазным ядерным реактивным двигателем.

### Центрифуги
Внутренние центрифуги являются необходимым условием идеализированной версии жизни в космосе, свободной от проблем со здоровьем и негативных последствий, обычно ассоциированных с переходом от вращающихся частей корабля к неподвижным. Согласно Кларку, этот переход, после приобретения некоторого опыта, прост и автоматичен как шаг на движущийся эскалатор.

## Discovery One в фильме «Космическая одиссея 2001 года»
Для съёмок сцены, в которой астронавты ходят внутри вращающейся части сферы, компанией Vickers Engineering Group была построена центрифуга диаметром одиннадцать метров и стоимостью $750 000, что составило значительную часть бюджета фильма. Центрифуга вращалась вокруг своей оси со скоростью менее одного оборота в минуту, что составляет примерно полкилометра в час. Актеры всегда находились в нижней её части, а оператор с камерой располагались в небольшой колесной тележке, которая передвигалась вместе с центрифугой, таким образом с точки зрения камеры (и зрителей) создавалась видимость того, что астронавты могут ходить по стенам.